# Kostel svatého Vavřince (Velim)
Kostel svatého Vavřince ve Velimi leží nedaleko návsi. Jedná se o jednolodní orientovanou stavbu z lámaného kamene. V sousedství kostela stojí čtvercová patrová zvonice z 18. století.
Je chráněn jako kulturní památka České republiky.

## Historie
Původní kostel je zmiňován na počátku 13. století. Současná stavba je raně gotického původu z přelomu 13. a 14. století. Kostel prošel několika opravami, z nichž největší proběhla v roce 1753, ve stylu pozdního baroka. Poslední rekonstrukce proběhla v letech 1994 - 1998

Původně farní kostel, ve druhé polovině 20. století spravován ze Sadské, a od roku 2005 spadá pod kolínskou farnost, která zajišťuje nedělní bohoslužby.

## Interiér
Kostel má dva vstupy, jeden do sakristie a jeden do předsálí lodě. 

Většina zařízení kostela je novogotická z počátku 20. století.
Hlavní loď je obdélníková s rovným stropem a dvěma páry segmentových oken. Stěny jsou bíle natřené, po obvodu je umístěna křížová cesta. 

Kněžiště je od lodě odděleno gotickým, tupě zalomeným, obloukem. Strop kněžiště má gotickou klenbu s malým svorníkem. Po obvodu je pět gotických oken. Nad vchodem do sakristie je freska. Nad kněžištěm je malá vížka se zvonem.

Hlavní oltář leží v kněžišti, dva postranní oltáře jsou v lodi. Původní hlavní oltář ze 17. století je přenesen do předsálí kostela. Levý oltář je se sochou svatého Jana Nepomuckého, který má po stranách svatého Cyrila a Metoděje, pravý se sochou Madony

Sakristie je pravoúhlá o rozměrech 3,55 a 4,80 metru.

## Galerie

Půdorys kostela
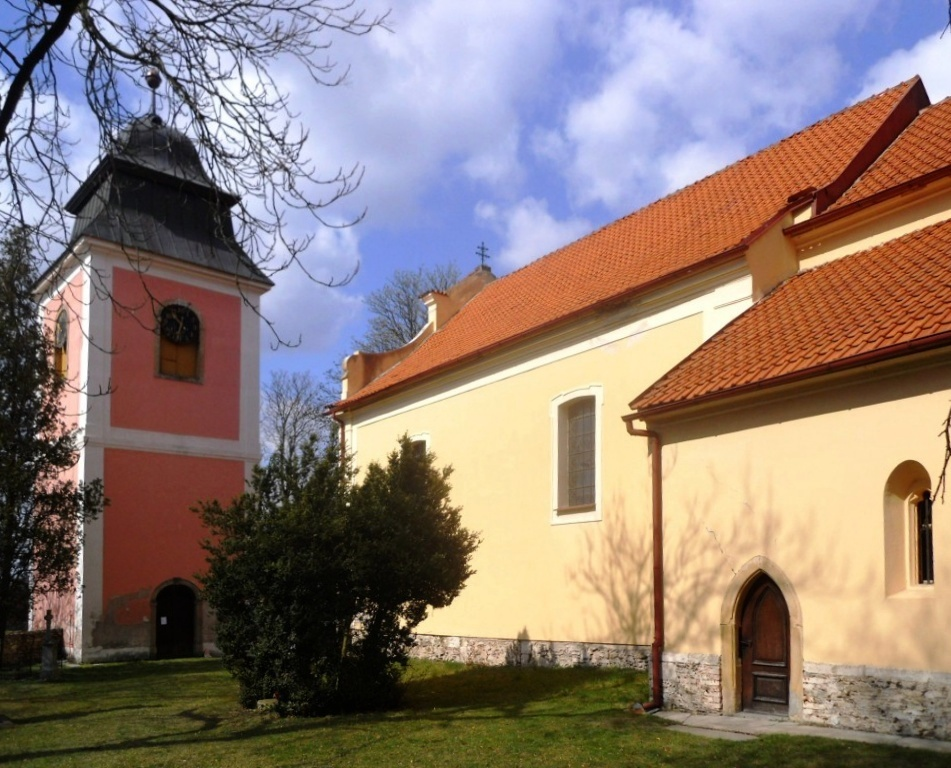
Před kostelem
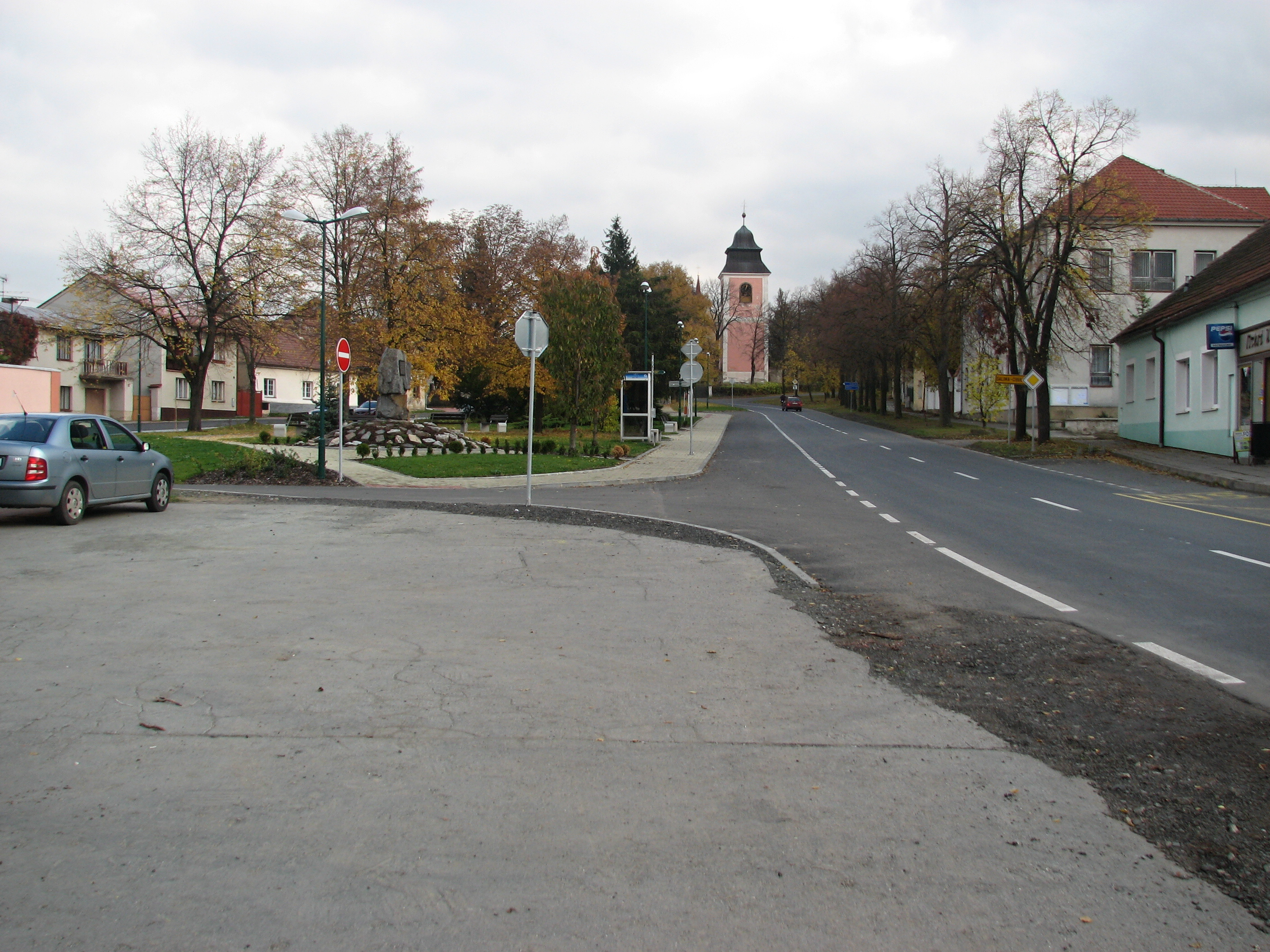
Pohled od návsi